# PS Девы
PS Девы (лат. PS Virginis) — тройная звезда в созвездии Девы на расстоянии (вычисленном из значения параллакса) приблизительно 806 световых лет (около 247 парсек) от Солнца. Возраст звезды определён как около 8,12 млрд лет.
Пара первого и второго компонентов — двойная затменная переменная звезда типа W Большой Медведицы (EW). Визуальная звёздная величина звезды — от +12,3m до +11,6m. Орбитальный период — около 0,2898 суток (6,9554 часа).
Открыта Майклом Д. Коппельманом и Дирком Терреллом в 2002 году*.

## Характеристики
Первый компонент — жёлтый карлик спектрального класса G2V, или G2, или G4, или G4V-G7V. Масса — около 0,832 солнечной, радиус — около 0,884 солнечного, светимость — около 0,79 солнечной. Эффективная температура — около 5800 K.
Второй компонент — жёлтый карлик спектрального класса G. Масса — около 0,255 солнечной, радиус — около 0,575 солнечного, светимость — около 0,38 солнечной. Эффективная температура — около 5977 K.
Третий компонент. Масса — не менее 0,119 солнечной. Орбитальный период — около 9,4 года.